# McIntosh (Minnesota)
McIntosh is een plaats (city) in de Amerikaanse staat Minnesota, en valt bestuurlijk gezien onder Polk County.

## Demografie
Bij de volkstelling in 2000 werd het aantal inwoners vastgesteld op 638.
In 2006 is het aantal inwoners door het United States Census Bureau geschat op 617, een daling van 21 (-3,3%).

## Geografie
Volgens het United States Census Bureau beslaat de plaats een oppervlakte van
2,6 km², geheel bestaande uit land. McIntosh ligt op ongeveer 376 m boven zeeniveau.

## Plaatsen in de nabije omgeving
De onderstaande figuur toont nabijgelegen plaatsen in een straal van 24 km rond McIntosh.